# Stoppa sabbet

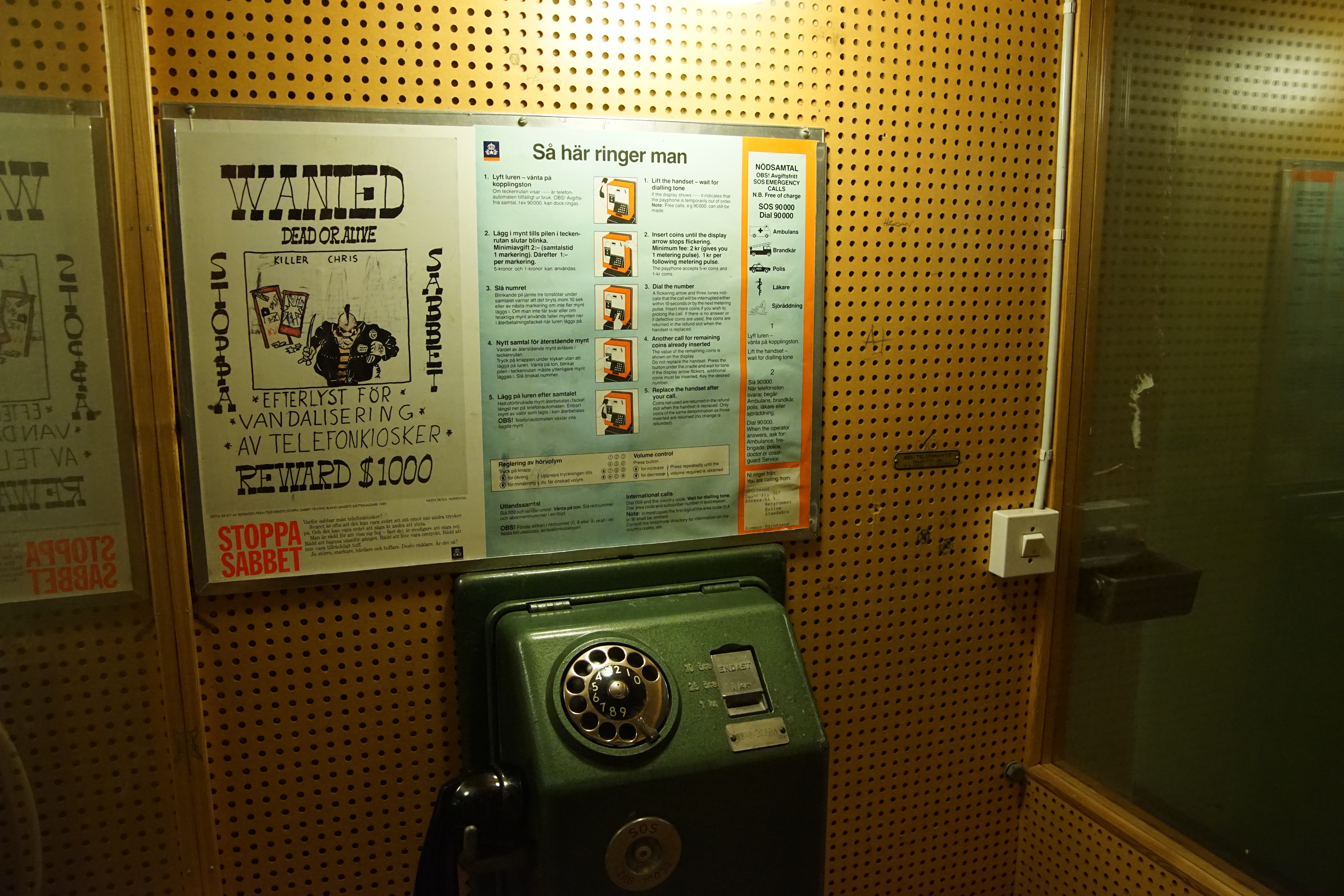
Stoppa sabbet-affisch på Hemsö fästnings museum.

Stoppa sabbet var en kampanj mot vandalisering av telefonkiosker som drevs av Televerket, med början 1980. Kampanjen var särskilt inriktad på skolbarn, bland annat genom en teckningstävling för sjätteklassare och andra utåtriktade insatser och sponsringar. Kampanjens reklam fanns bland annat i telefonkiosker, telefonkataloger och serietidningar. Som del av kampanjen finansierades även filmen Stockholmsnatt med 2 miljoner kronor.
Televerket hävdade att kampanjen hade en positiv inverkan på vandalismen, men kostnaderna för reparationer var fortsatt höga under hela kampanjen.

## Bakgrund
1980 rapporterades det att skadegörelse på telefonautomater kostade 15 miljoner kronor att reparera varje år, vilket motsvarar knappt 400 kronor per telefonautomat och år i hela Sverige. Undersökningar visade att de vanligaste vandalerna var mellan 15 och 20 år gamla. På grund av detta startade Televerket en kampanj riktad till barn i skolåldern i ett försök att nå ut innan de går in i ”de värsta åren”. Material kopplat till kampanjen trycktes bland annat i serietidningar och på reklamaffischer.

## Teckningstävling och arbete med skolor
Televerket hade arrangerat årliga teckningstävlingar sedan 1978. En ny teckningstävling kring kampanjen utlystes 1980, där sjätteklasser över hela Sverige uppmanades att skicka in affischer med ett budskap mot 'Sabbet'. Ett vinnande bidrag valdes ut i varje teleområde och klassen fick ett kontantpris. Dessa bidrag skickades sedan vidare till en nationell uttagning, där de bästa bidragen fick större priser. De vinnande bidragen visades i telefonkiosker och på omslag till telefonkataloger.
Priserna och urvalsmetoderna varierade under kampanjens gång. För 1980 års bidrag var kontantpriset i varje distrikt 1000 kronor och de nationella bidragen utvärderades av en jury där förstaplatsen vann 5000kr, andraplatsen 3000kr och de tio andraplatserna fick ytterligare 1000kr vardera. För 1989 års bidrag utsågs den vinnande klassen av en panel bestående av 20 sjätteklassare, en från varje distrikt, och vinnarpriset var en veckas klassresa till London.
Teckningstävlingarna var en del av en större kampanj för att nå ut till skolbarn, där teckningstävlingen föregicks av gruppdiskussioner och material från Televerket såsom listor som visade kostnaderna för att byta ut olika delar av telefonautomater och kiosker.

## Stockholmsnatt
1986 gav Televerket Staffan Hildebrand i uppdrag att producera en film som en del av kampanjen, där Televerket bidrog med 2 miljoner kronor i finansiering till projektet, vilket resulterade i filmen Stockholmsnatt. Filmen var tänkt att visas som ett led i en diskussion om våld och kriminalitet och distribuerades inledningsvis inte kommersiellt, utan visades i skolor och andra mötesplatser och distribuerades tillsammans med handledning för lärare och föräldrar. Runt halvårsskiftet 1986 uppgav Televerket att filmen hade visats för 380 000 ungdomar.

## Telefonkiosksadoption och sportsamarbete
I början av 1985 meddelade Televerket att anställda i Umeå kunde ”adoptera” en telefonkiosk som en del av kampanjen, vilket innebar att de skulle städa upp spill och nedskräpning i kiosken samt rapportera in vandalisering och skadegörelse. Samma år inledde Televerket ett program där lokala ungdomsidrottsföreningar fick 1000 kronor per år och telefonautomat för att utföra dagliga kontroller och rapportera eventuella skador till Televerket. År 1988 hade 2 miljoner kronor spenderats på programmet. Verket genomförde även flera olika sportaktiviteter och sponsrade flera sportevenemang, turneringar och lag, bland annat Sankt Erikscupen.
Sponsorupplägget var en inspiration till en liknande samverkanskampanj av Storstockholms Lokaltrafik med hockeyorganisationer för att förebygga skadegörelse och klotter i kollektivtrafiken.

## Avslutning och effekter
Den sista ”Stoppa sabbet”-teckningstävlingen hölls 1990 och 1991 års tävling hade istället temat ”Framtidens telekommunikation”. Televerket bolagiserades 1993 som Telia, som fortsatte att hålla teckningstävlingar fram till 1995.
Kampanjen kan ha haft en viss effekt på skadegörelse på telefonautomater, 1991 rapporterades det att skadegörelse på telefonautomater hade minskat medan andra skadegörelsebrott hade ökat. Televerket uppgav 1991 till Dagens Nyheter att skadegörelsen hade fortsatt att öka under hela 1980-talet, men att trenden hade börjat vända och att detta berodde på kampanjen.